# Piet Retief (ville)
Pour les articles homonymes, voir Piet Retief (homonymie).
Piet Retief, appelée aussi eMkhondo depuis 2010 est une ville rurale d'Afrique du Sud située dans la province du Mpumalanga au sud-est du Transvaal, tout proche du Swaziland. 

## Historique

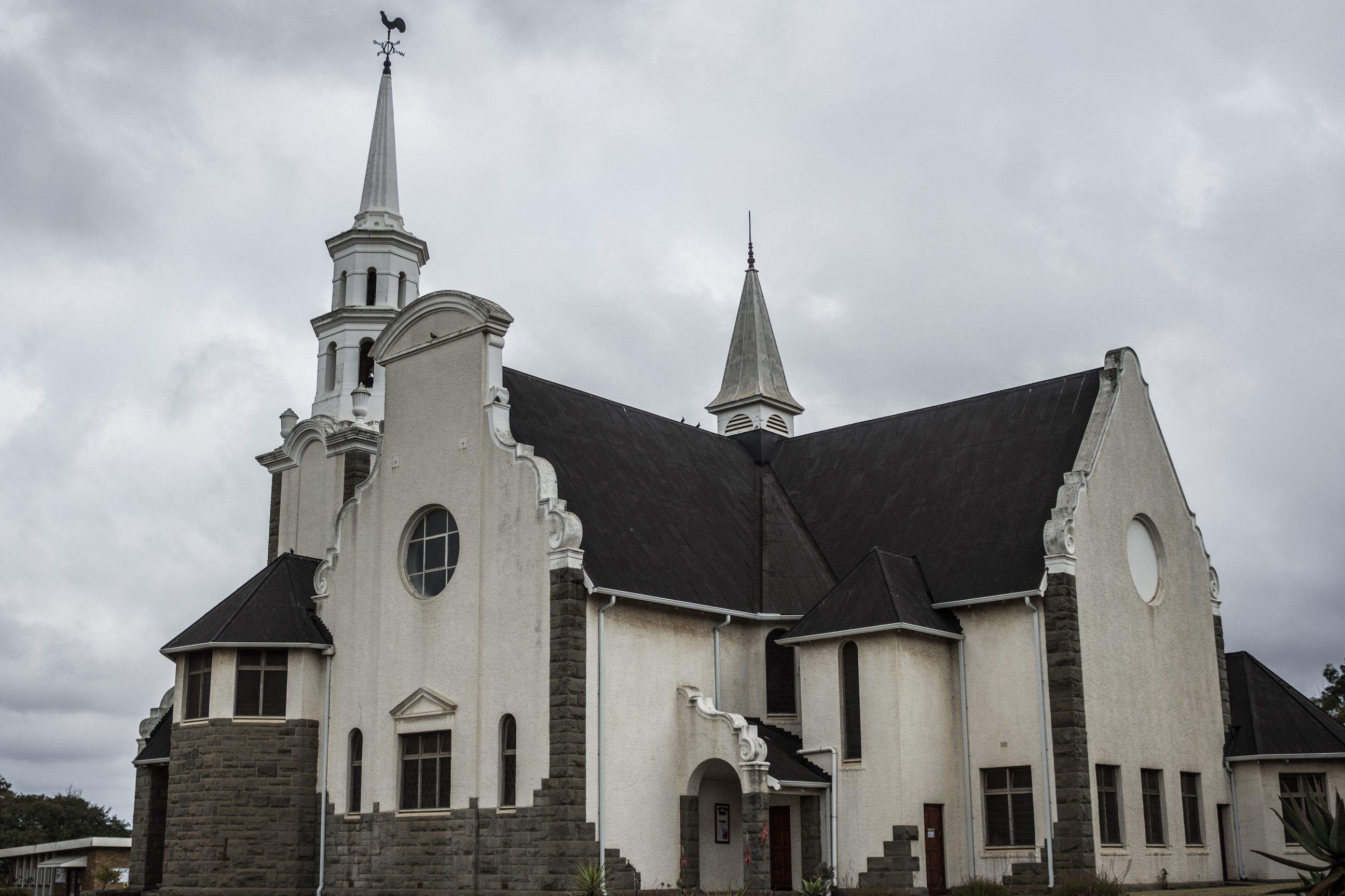
Église réformée néerlandaise de Piet Retief

La ville fut fondée par les Voortrekkers en 1883 et baptisée en l'honneur de Piet Retief, leader voortrekker assassiné sur ordre du roi zoulou Digane en février 1838.
En 1886, les 72 habitants de la ville déclarèrent unilatéralement se constituer en république du petit état libre. 
En 1891, cette petite république fut intégrée à la république sud-africaine du Transvaal. 
En 1932, la ville devint une municipalité de province. 
Depuis 2000, Piet Retief est intégrée dans la municipalité locale de Mkhondo au sein du district de Gert Sibande et en 2010 est officiellement renommée eMkhondo (les deux appellations restant par la suite usitées).

## Démographie
Peuplé de nos jours de 57 428 habitants, Piet Retief est surtout une ville étape entre le Swaziland et le KwaZulu-Natal. 
L'attraction touristique majeure est l'église hollandaise de la ville construite sur les plans de l'architecte Gerard Moerdijk en 1921.

## Personnalité
C'est le lieu de naissance de la cantatrice Pretty Yende en 1985.